# Andrate
Andrate (piemonti nyelven Andrà) egy olasz község (comune) a Piemont régióban.

## Demográfia
Abitanti censiti